# Giovanni Battista Pioda
Giovanni Battista Pioda (Locarno, 4 ottobre 1808 – Roma, 3 novembre 1882) è stato un politico e militare svizzero attinente di Locarno.

## Biografia
È stato eletto consigliere federale per il Partito Liberale Radicale il 30 luglio 1857 e si è dimesso il 26 gennaio 1864. Per tutta la durata del mandato è stato a capo del Dipartimento dell'interno.